# Anelaphus cinnabarinus
Anelaphus cinnabarinus es una especie de escarabajo longicornio del género Anelaphus, categorizada en la tribu Elaphidiini, de la subfamilia Cerambycinae.
Fue descrita por Fisher en 1942. Aparece registrada y publicada en una sección de Contribuição ao Conhecimento dos Acanthocinini, II. (Coleoptera, Cerambycidae: Lamiinae) de 1974.
Mide 11,9-12,5 mm de longitud. El período de vuelo para ejemplares adultos se presenta durante el mes de abril.

## Distribución
Se distribuye por América Central, en Cuba.